# Fédération mondiale pour la composition échiquéenne
La Fédération mondiale pour la composition échiquéenne (WFCC - World Federation for Chess Composition) est l'organisation qui gère tout ce qui a un intérêt international dans le domaine de la composition échiquéenne. Elle fait suite depuis 2010 à la Commission permanente pour la composition échiquéenne (PCCC) de la FIDE, dont elle est devenue indépendante.
La WFCC fédère une quarantaine de pays.
La WFCC organise les championnats du monde de résolution qui se déroulent pendant le congrès mondial pour la composition échiquéenne, les championnats du monde de composition par équipe, et publie régulièrement l'album FIDE des meilleurs problèmes d'échecs.
Elle définit la liste des maîtres internationaux et des grands maîtres internationaux de composition ou de résolution.

## Présidents
L'actuel président est le serbe Marjan Kovačević (depuis 2022). Ses prédécesseurs étaient :
- Gyula Neukomm (it) (1956–1958) ;
- Nenad Petrović (1958–1964) ;
- Comins Mansfield (1964–1972) ;
- Gerhard Wolfgang Jensch (de) (1972–1974) ;
- Jan Hannelius (it) (1974–1986) ;
- Klaus Wenda (it) (1986–1994) ;
- Bedrich Formánek (en) (1994–2002) ;
- John Rice (de) (2002–2006) ;
- Uri Avner (it) (2006–2010) ;
- Harry Fougiaxis (it) (2010-?) ;
- Marjan Kovačević (en) (depuis 2022)[1].